# Thomas Francis Kiely
Thomas "Tom" Francis Kiely (Ballyhale, 25 de agosto de 1869 - Dublín, 6 de noviembre de 1951) fue un atleta irlandés, campeón olímpico de San Luis (Misuri) en 1904.
Kiely compitió en Saint Louis en el evento conocido como all-around, que ya no existe, y el decatlón precursor. Jugó en sólo un día, que consistía en dos carreras, una en 100 metros y otro de 1 milla, salto de altura, lanzamiento de peso, lanzamiento de martillo, corriendo 880 yardas, salto con pértiga, 120 yardas con vallas, salto distancia y lanzamiento de peso de 56 libras. Con ganar la medalla de oro, se convirtió en el primer multicampeón olímpico de dieciséis siglos.
A sus 34 años y campeón en varias veces en los torneos en el país y en el extranjero, fue invitado por los británicos y los estadounidenses a participar en los Juegos en sus países, y le ofreció muchas bendiciones, y pasar y permanecer en Saint Louis para entrenarse. Nacionalista convencido, sin embargo - en ese momento, Irlanda no era todavía independiente del Imperio Británico - decidió competir por ellos mismos y para su país, y financió su viaje a los Estados Unidos la venta de los trofeos y medallas que había ganado en su carrera. Su medalla de oro, sin embargo, Irlanda no es un país independiente en 1904, hoy en día se calcula como el Comité Olímpico Internacional de Gran Bretaña.